# Корињак
Корињак (фр. Corignac) насеље је и општина у западној Француској у региону Поату-Шарант, у департману Приморски Шарант која припада префектури Жонзак.
По подацима из 2011. године у општини је живело 349 становника, а густина насељености је износила 30,16 становника/km². Општина се простире на површини од 11,57 km². Налази се на средњој надморској висини од 63 метара (максималној 98 m, а минималној 43 m).

## Демографија
| 1962. | 1968. | 1975. | 1982. | 1990. | 1999. | 2011. |
| ----- | ----- | ----- | ----- | ----- | ----- | ----- |
| 220   | 190   | 179   | 211   | 230   | 260   | 349   |

График промене броја становника у току последњих година